# Igreja Matriz de Trindade
A Igreja Matriz de Trindade, também conhecida como Igreja Matriz do Divino Pai Eterno, é uma igreja católica localizada na cidade brasileira de Trindade, em Goiás. Foi inaugurada em 8 de setembro de 1912 pelo missionário redentorista Antão Jorge e considerada Patrimônio Cultural do Brasil pelo Instituto do Patrimônio Histórico e Artístico Nacional em 24 de setembro de 2014.
O templo está relacionado ao crescimento populacional e à instalação formal do município, a qual ocorreu oito anos depois, em 1920, em razão da atração de inúmeros fiéis que desejassem venerar ao Divino Pai Eterno. A Igreja Matriz de Trindade é, portanto, um dos pontos turísticos da cidade, principalmente durante a Festa do Divino Pai Eterno, repercutido evento religioso que acontece anualmente no final de junho e início de julho.
Sua atual configuração data da última restauração, executada em 2013, ressaltando o estilo barroco e a tonalidade azul da fachada. Supervisionada pela Arquidiocese de Goiânia, a nave, o altar-mor e as alas laterais explicitam a simplicidade e a rusticidade dos objetos utilizados na construção da igreja.

## História

### Início

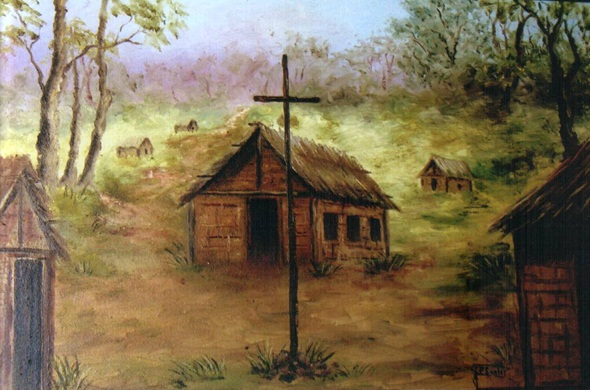
Capela construída em 1848 por Ana Rosa e Constantino Xavier, na região onde atualmente se situa a Igreja Matriz de Trindade.

A inauguração da Igreja Matriz de Trindade está diretamente relacionada à instalação formal de Trindade. Construída no território do extinto município de Campinas, foi planejada pelo padre austro-brasileiro Antão Jorge em 1912, responsável também pela organização dos materiais que constituiriam a igreja. Na região, por volta de 1848, os garimpeiros mineiros Ana Rosa e Constantino Xavier ergueram uma capela coberta por folhas de buriti, a fim de expor o medalhão, com a ilustração da Santíssima Trindade coroando a Virgem Maria, que encontraram às margens do Córrego Barro Preto. A partir daí, inúmeras pessoas imigraram para o arraial de Barro Preto para venerar a imagem em devoção do Divino Pai Eterno.
Os garimpeiros solicitaram ao escultor José Joaquim da Veiga Vale para produzir uma réplica maior da imagem encontrada, contribuindo para o crescimento populacional do lugar. Com a chegada dos padres redentoristas, iniciou-se uma romaria em destino à capela, mas o espaço foi se tornando minúsculo para agrupar todos os turistas, e autoridades eclesiásticas da Arquidiocese de Goiânia organizaram, ao lado do Pe. Antão Jorge, a inauguração da Igreja Matriz de Trindade em 1912, de estilo barroco, sendo a primeira missa realizada em 8 de setembro. A igreja, portanto, tornou-se o principal centro turístico da cidade até a construção do Santuário Basílica do Divino Pai Eterno em 1943.

### Iconografia

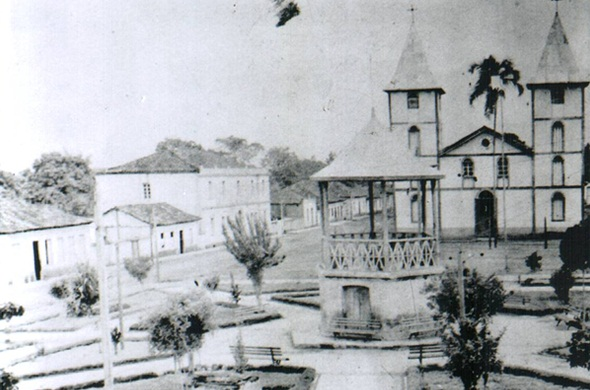
Fotografia da igreja, em 1920.

Em uma fotografia de 1920, é possível analisar a igreja como ponto principal da cidade, à época da captura da gravura. Em razão de sua edificação, a instituição é centralizada no município e se observa a manutenção de seu estilo pelas décadas seguintes; nela, há a entrada principal e as duas torres em destaque.
Além dos símbolos explícitos na fotografia, presenciavam e foram mantidos os materiais talhados na aroeira pelos padres redentoristas envolvidos na construção do templo. Há, ainda, os sinos e os relógios que foram importados de Baviera, na Alemanha. O tijolo rústico, a cúpula da torre e o altar representam a pouca técnica utilizada na construção e a simplicidade da igreja.

### Restaurações
Desde sua inauguração até a configuração atual, a Igreja Matriz de Trindade passou por inúmeras reformas; a maioria delas, sem alterações significativas em sua estrutura. A modificação mais nítida foi a retirada das paredes que cercavam o presbitério e o púlpito na parte interna. Em 1958, iniciou a primeira restauração, administrada e supervisionada pelo padre Renato de Ferreira. Nesta, as janelas foram trocadas por vitrôs e o piso assoalhado, por granitina, além da mudança da fachada. O local perdeu um pouco de suas características originais e foi reaberto em dezembro de 1960.

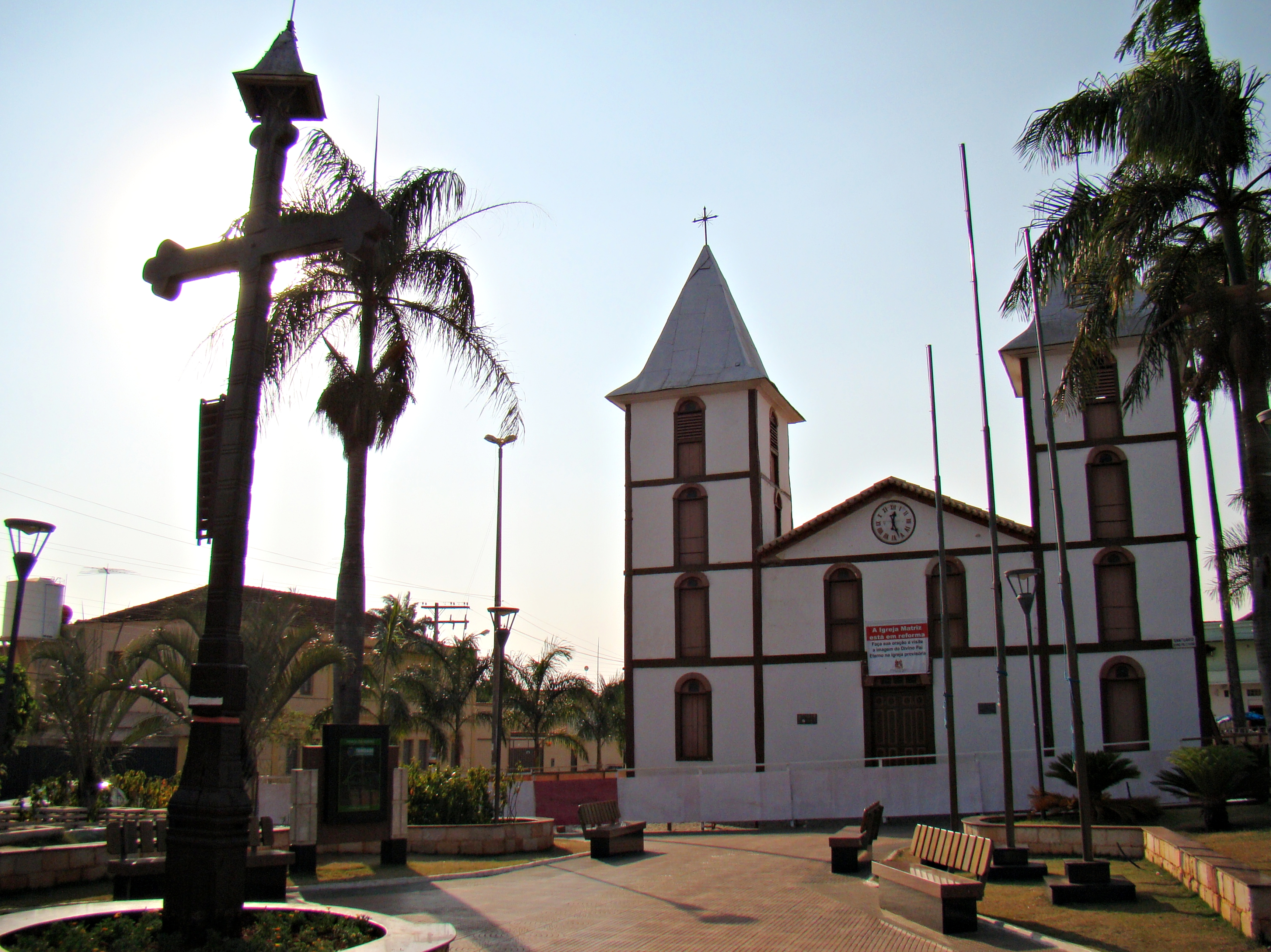
Igreja Matriz de Trindade, antes da última restauração, em setembro de 2010.

Em decorrência do tombamento como Patrimônio Histórico de Goiás em 13 de outubro de 1980, ficou assegurado constitucionalmente que a igreja poderia ser ressarcida pelo Estado em razão de qualquer necessidade de alteração estrutural. Dessa forma, em 1984, foi realizada uma restauração a fim de ressaltar as características originais de 1912, mas também evitar o desmoronamento, notificado como ameaça de ocorrer nesse período.
Em 2001, foram retiradas quatorze pinturas da igreja, com a justificativa de não fazerem parte da estrutura original da igreja, consoante documentação do Instituto do Patrimônio Histórico e Artístico Nacional. Passou por reformas novamente em 2010, quando foi realizada a revitalização da cobertura, deteriorada pela ação de fenômenos naturais e a presença de goteiras que gerava a infiltração nas paredes. Nesse trabalho, chapas de zinco das duas torres, calhas e rufos foram trocados, e a igreja reaberta em 15 de abril de 2011.
A última restauração foi realizada no final de 2013, tendo como modificação mais nítida a cor: os detalhes externos passaram de marrom para azul, como comemoração do centenário da igreja. Entretanto, foi mantida a arquitetura e o estilo originais, sendo trocados alguns materiais considerados desgastados.
| “ | A nossa intenção sempre foi preservar esse patrimônio para que todos conheçam a nossa história. Quem tem história tem vida, tem presente, tem futuro. Então nós precisamos preservar a nossa história e fazer valer todo momento, cada romeiro que passou por aqui, cada padre e sacerdote que celebrou sua fé nesta Casa e deu sua contribuição para essa Igreja, para essa devoção. | ” |
|   | — Pe. Marco Aurélio. |   |

## Tombamento
A Igreja Matriz de Trindade foi tombada Patrimônio Cultural Material Nacional pelo Instituto do Patrimônio Histórico e Artístico Nacional em 24 de setembro de 2014. Anteriormente, o templo já havia sido reconhecido na mesma categoria pelo estado de Goiás, ao lado de outras igrejas de Goiás, Jaraguá e Pirenópolis. O processo responsável pelo tombamento a nível nacional foi arquivado pela instituição governamental pelo nº. 1656, o qual foi aceito de forma unânime pelos jurados do IPHAN, sob a alegação do "seu elevado valor histórico".

## Implantação e exterior

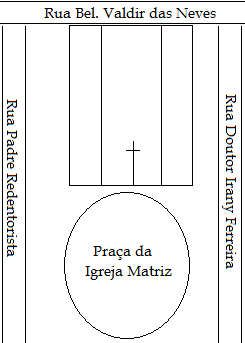
Representação da localização da Igreja Matriz de Trindade.

A Igreja Matriz de Trindade está localizada na Praça do Santuário, na mesma área em que os garimpeiros Ana Rosa e Constantino Xavier expuseram o medalhão encontrado à disposição dos turistas que desejassem expressar sua fé. O templo está entre a Rua Padre Redentorista e a Rua Doutor Irany Ferreira, no bairro Vila Santa Inês; por trás, ainda corta a Rua Bacharel Valdir José das Neves. A igreja tem a fachada simétrica e idêntica tanto vista pela praça quanto pela rua que passa por trás. Além das duas entradas principais, há outras seis nas alas laterais; três em cada.

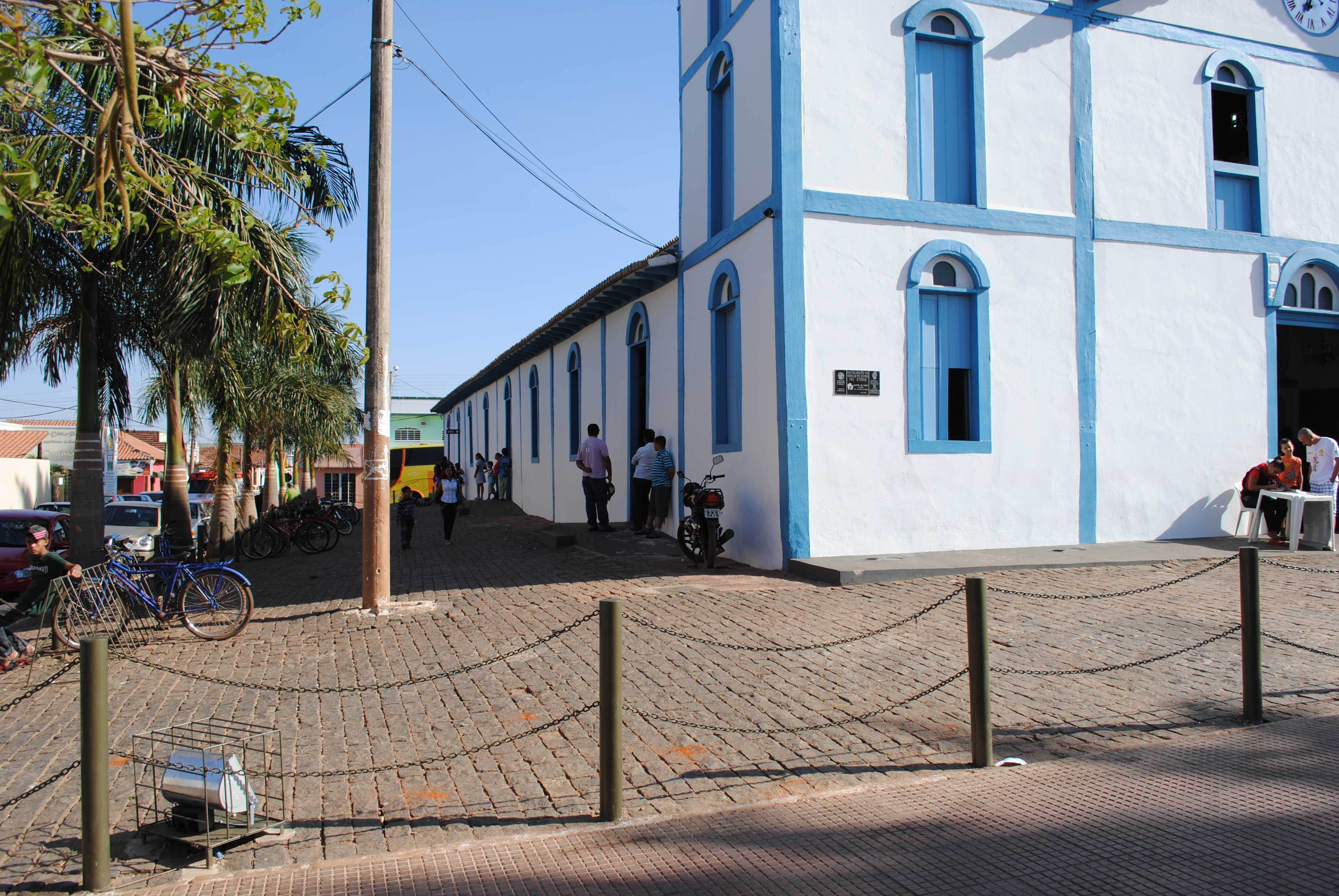
Em destaque, o calçamento dos paralelepípedos e a porta principal.

O calçamento atual, no adro da igreja e à beira de suas paredes, é de paralelepípedos. A calçada ao nível da rua possui calçamento de ladrilho hidráulico, assim como a praça em que se localiza. Defronte à porta principal, há uma escultura do padre Antão Jorge e uma placa em referência ao padre Renato de Ferreira, o qual conduziu e supervisionou a primeira restauração. A configuração paisagística atual da praça data de 2014, quando os serviços foram executados sob aceitação do prefeito Jânio Darrot, de modo a ressaltar o local de forma visível aos turistas e possibilitar a entrada de inúmeros devotos.
Ainda, é possível observar os sinos e o relógio, os quais aludem ao trabalho dos missionários redentoristas de Baviera, Alemanha. A igreja é formada pela nave, o cortavento, a ilustração de Jesus Cristo crucificado, a balaustrada, altares lateral esquerdo e direito, o altar-mor da capela mor e o púlpito. Há duas torres na face exterior, com uma cúpula piramidal em que existe um cruzeiro (uma cruz latina de madeira).

## Interior

### Nave

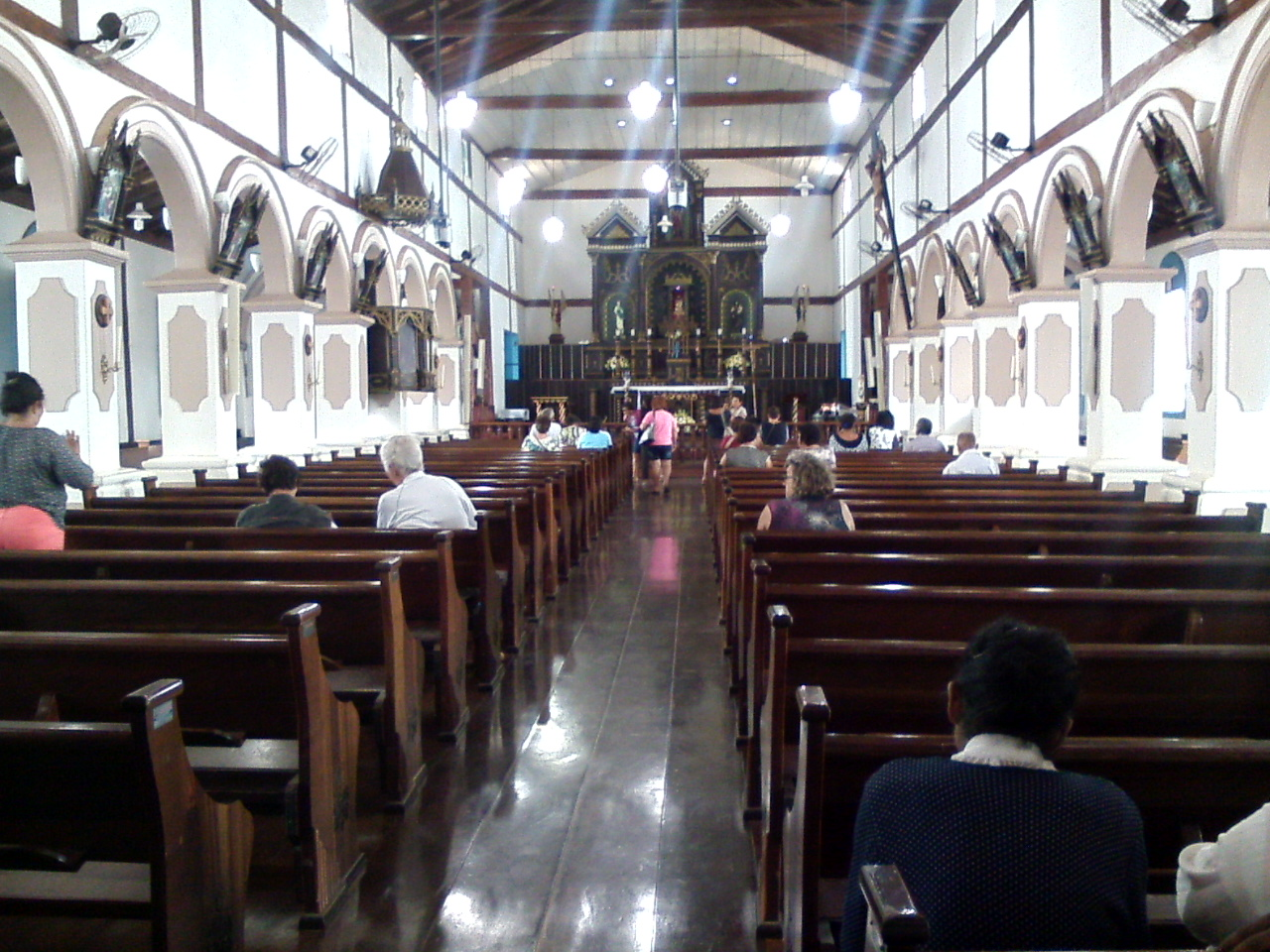
Nave única da Matriz de Trindade.

A nave da Igreja Matriz é única e nas paredes há a ilustração de Jesus Cristo crucificado. O piso é de madeira e tem níveis: o da entrada, mais baixo, ocupado pelas fiéis e o mais alto, junto ao altar, reservado para o sacerdote. A partir da entrada existe um coro de madeira, que disponibiliza, a partir da nave, uma porta a oeste e outra a leste, e nas paredes laterais do corpo sobressaem quatro janelas em conjunto a parapeitos falsos e baldaquino. Estas são janelas guilhotina, pintadas de azul, possuindo caixilho em aro de madeira com verga reta.
O forro da nave é do tipo acústico, com as tábuas lisas pintadas de branco. No telhado, encontram-se dois tirantes grossos de madeira, os quais servem para garantir o travamento da cobertura, a fim de evitar o afastamento das paredes altas do corpo da igreja. Ainda, acessível à nave, há dois púlpitos nas alas laterais.

### Altar-mor
O altar-mor é o altar principal da igreja, localizado em ponto oposto à entrada principal; portanto, é o destaque do templo. Nele, observa-se uma constituição semelhante a da nave, com tijolos adobe e estruturas de madeira, a exemplo do piso. Há no centro uma torre que concentra um conjunto de rosas e margaridas e, acima, a imagem iluminada do Divino Pai Eterno, figura principal de devoção dos fiéis os quais visitam a Igreja Matriz de Trindade. À esquerda, presencia-se uma torre com a ilustração da Virgem Maria e, à direita, outra torre com a ilustração de São José.
Defronte ao altar-mor, localiza-se, em elevação, um púlpito onde o sacerdote discursa e expressa os sermões. Ele apresenta tonalidade marrom, com detalhes dourados; há um cruzeiro, flores ao redor e um cálice acima do púlpito. Existem três portas (duas à esquerda e uma à direita) ligando o altar-mor ao presbitério.

### Alas laterais
A igreja possui duas alas laterais. Na ala direita, há o batistério e uma escada que liga ao espaço dos sinos. Na ala esquerda, o confessionário e uma pintura de 1921 do padre João Baptista, que alude à planta da Igreja, feita pelo alemão Max Schmalz. Diversos outros objetos já estiveram expostos nas alas laterais, porém foram retirados e preservados em um museu da cidade; dentre eles, estavam animais empalhados, troféus, uniformes militares, estátuas e amuletos.

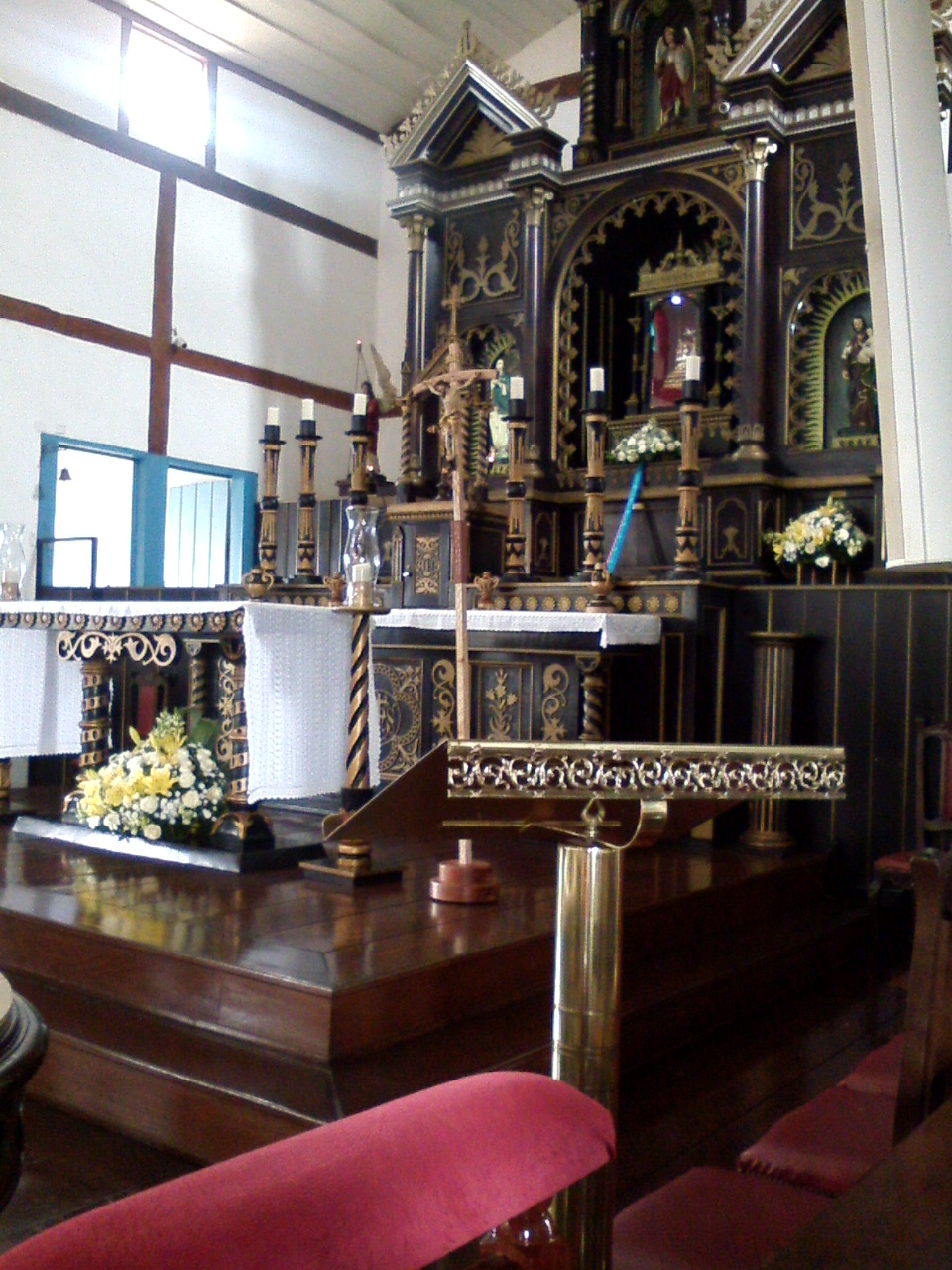
Altar-mor visto da ala lateral direita.
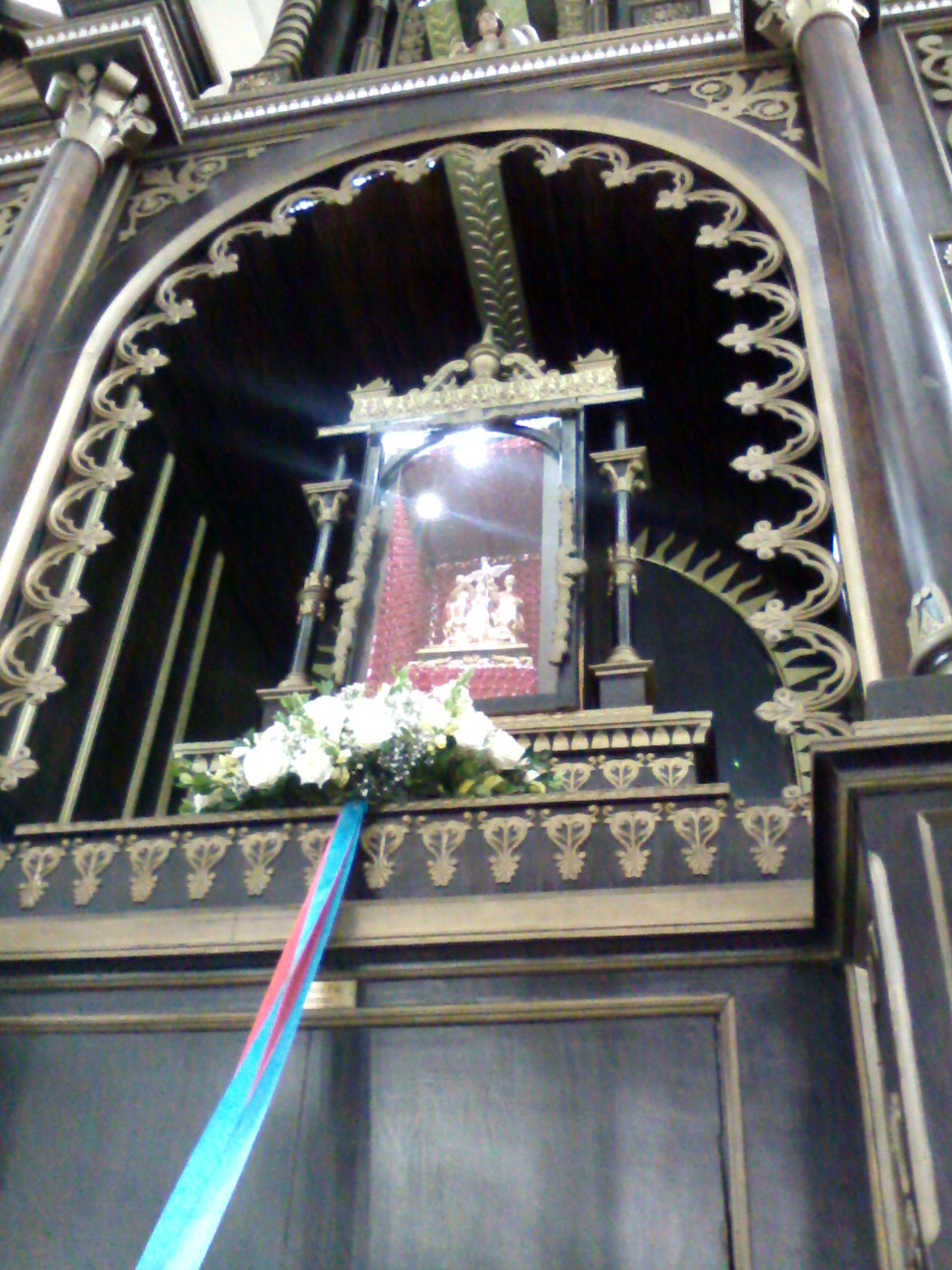
Torre central do altar-mor com a imagem do Divino Pai Eterno.
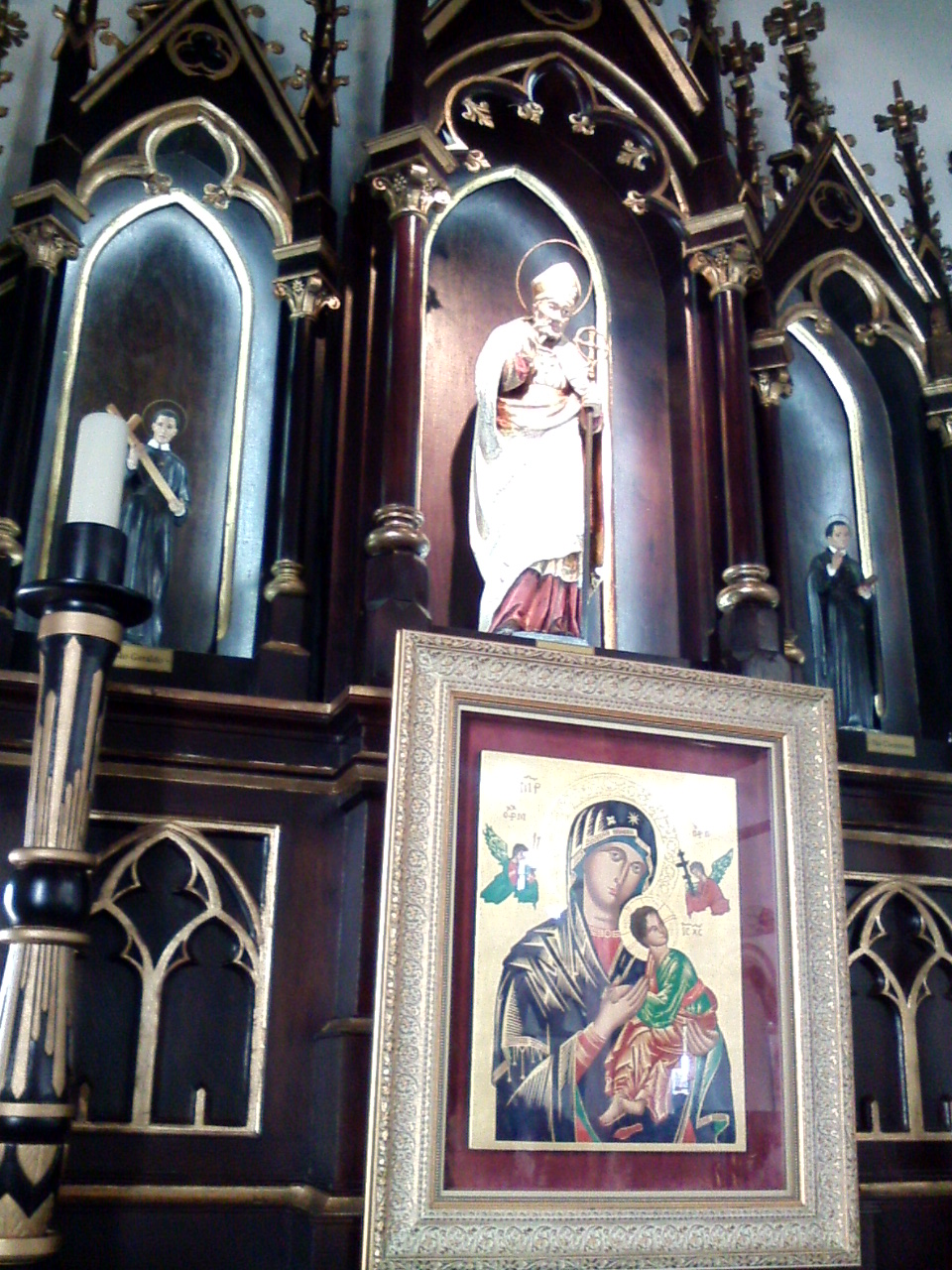
Altar lateral na ala lateral esquerda.
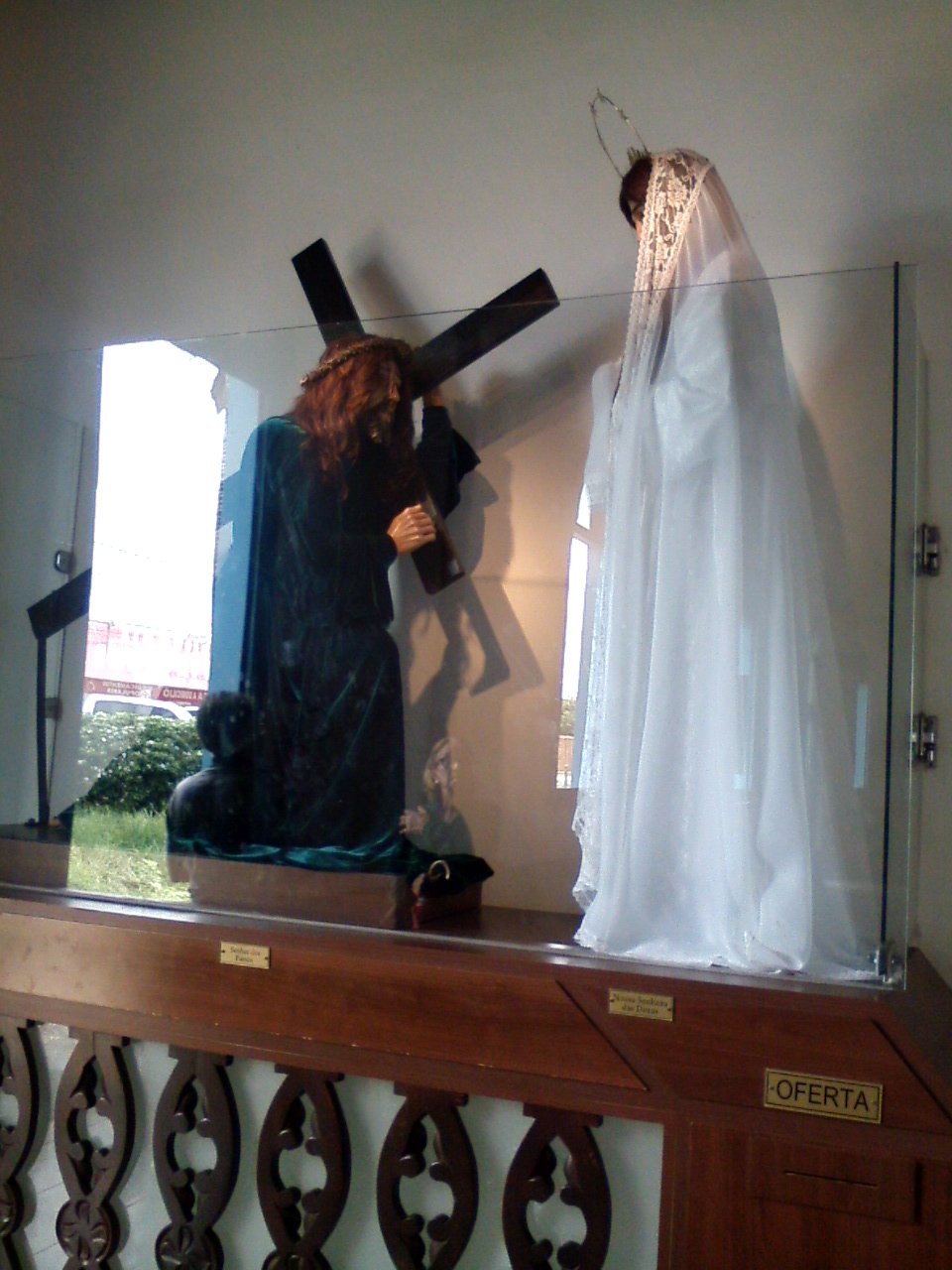
Ilustração de Nossa Senhora das Dores e Jesus Cristo.
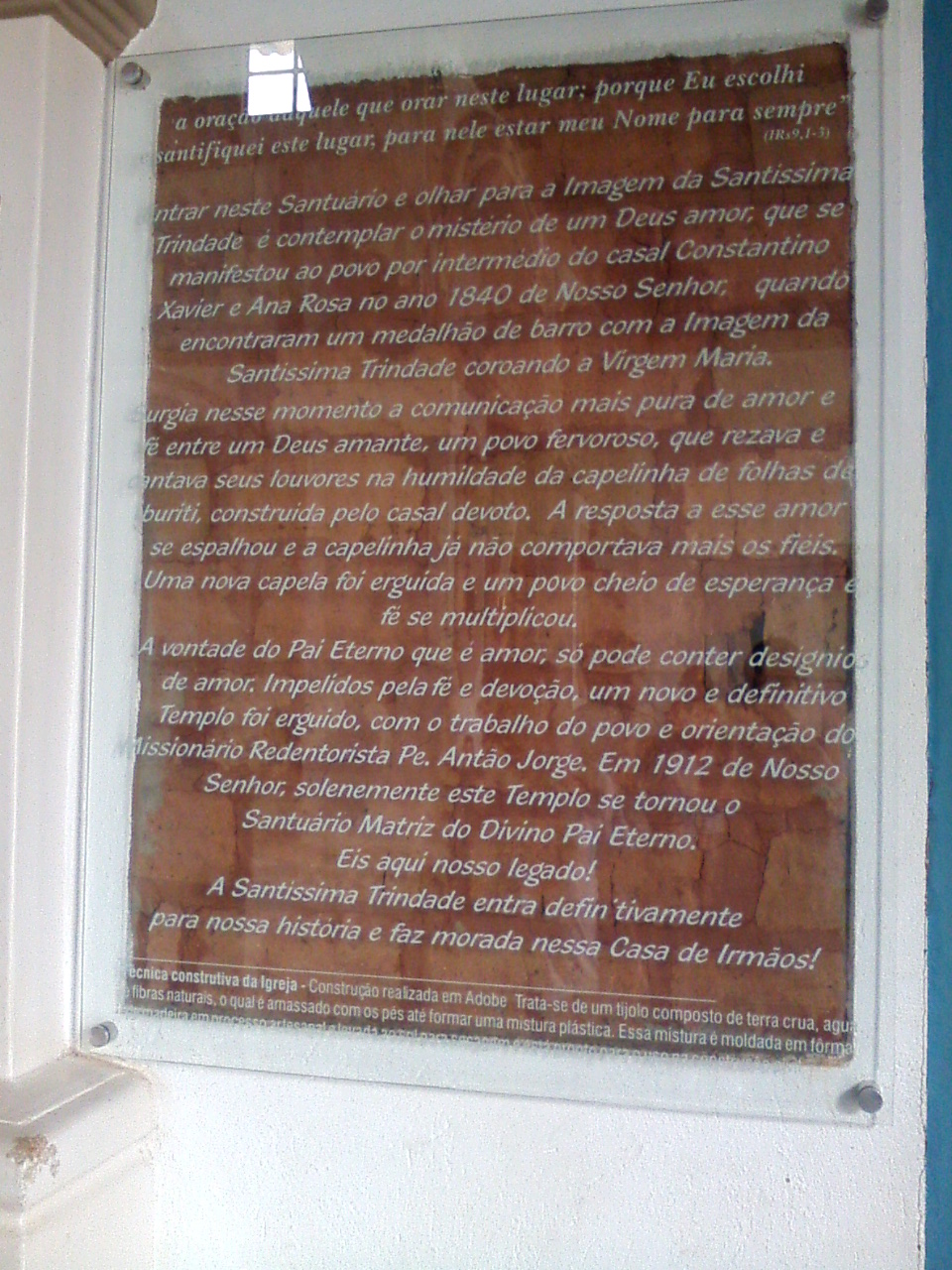
Painel com a descrição história da igreja.

## Cultura popular

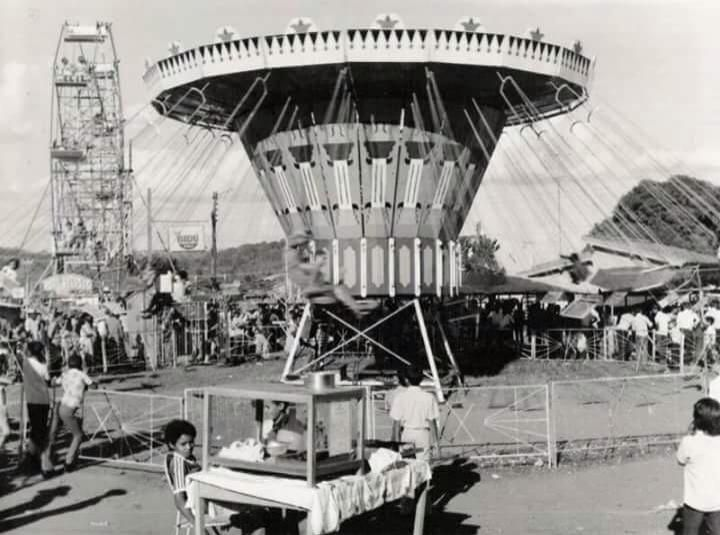
Festa do Divino Pai Eterno, em meados de 1940, em uma região próxima da Igreja Matriz.

A Igreja Matriz do Divino Pai Eterno é a mais antiga igreja ainda de pé em Trindade e uma testemunha do crescimento vertiginoso do município que, em razão da romaria e da posição estratégica, foi favorecido.

### Festa do Divino Pai Eterno
A igreja se tornou o principal foco da Festa do Divino Pai Eterno até 1943, quando foi construído o Santuário Basílica do Divino Pai Eterno, às ordens de D. Emanuel Gomes de Oliveira, a fim de possibilitar a reunião dos turistas em um local maior e mais representativo. O evento, considerado o maior da Região Centro-Oeste e o segundo maior do Brasil, ocorre anualmente no final de junho e início de julho, durante dez dias, mobilizando os habitantes de Trindade e das cidades próximas dali.
Atualmente, a igreja ainda permanece sendo um atrativo turístico principalmente durante a Festa, com a ocorrência de diversas celebrações nos dias da romaria, tais como novenas e procissões. Na última ocasião, em 2016, o município foi anfitrião de 2,7 milhões de fiéis, os quais passaram por várias igrejas do local.